# Tomoplagia incompleta
Tomoplagia incompleta är en tvåvingeart som först beskrevs av Samuel Wendell Williston  1896.  Tomoplagia incompleta ingår i släktet Tomoplagia och familjen borrflugor. Inga underarter finns listade i Catalogue of Life.